# ArcView
ArcView é o nível de entrada de licenciamento básico do ArcGIS Desktop, um software de informação geográfica, produzido pela ESRI.
De acordo com a ESRI este é o primeiro passo do caminho lógico de migração: ArcView 3.x.

## ArcView 8.x e 9.x
ArcView 8.x ArcView 9.x e fazem parte da suíte de software ArcGIS Desktop. ArcView é o nível de entrada de licenciamento oferecidos, é possível visualizar e editar dados GIS, realizada em um banco de dados de arquivo plano ou, através de exibição de dados ArcSDE realizada em um sistema de gerenciamento de banco de dados relacional. Outros níveis de licenciamento do conjunto, ou seja, ArcEditor e ArcInfo ter maior funcionalidade. Todos os componentes estão instalados no sistema, apenas com aqueles que estão autorizados a ser feitos funcional. A versão atual do ArcView da ESRI é vendido por 9.3.1, que está disponível para o Microsoft Windows 2000, XP 32 e 64 bits e 2003 sistemas operacionais de servidor. 
O software ArcView é dividido entre ArcMap e ArcCatalog. ArcMap é usado para composição de mapa e análise geográfica. ArcCatalog é utilizado para gerenciamento de dados geográficos.